# Dudu (koning)
Dudu was 2189-2169 v.Chr. koning van Akkad.
Hij stamde niet uit het oorspronkelijke koningshuis van Sargon van Akkad en maakte een einde aan de chaotische toetand die sinds de dood van Shar-Kali-Sharri ontstaan was. De stad Akkad had in zijn tijd veel van zijn controle over Mesopotamië moeten inboeten en hij was niet veel meer dan de stadsvorst van Akkad. De Guti maakten grote delen van het land onveilig, vooral in het oosten. In het zuiden hadden de vorsten van de vierde dynastie van Uruk deze stad in hun macht en in Lagash kwam de tweede dynastie aan de macht. Dudu wist waarschijnlijk wel enig gebied terug te winnen maar lang niet alle verlies goed te maken.